# Commission fédérale pour la concurrence économique
 (mai 2023).
Le contenu est difficilement compréhensible vu les erreurs de traduction, qui sont peut-être dues à l'utilisation d'un logiciel de traduction automatique.
La Commission Fédérale de Concurrence Économique (Cofece) est un organisme constitutionnel autonome Mexicain donc l'objectif est de surveiller, promouvoir et garantir la libre concurrence et assistance dans le marché au Mexique, en étant l'autorité de concurrence au niveau national.
L'organisme peut le cas échéant sanctionner l'existence de monopoles dans tous les secteurs productifs exception faite des secteurs non prévu par la constitution ainsi que ceux ayant déjà des institutions tel que le secteur des télécommunications sous responsabilité du IFT.

## Histoire
L'interdiction des monopoles en Mexique a été établie depuis la constitution de 1917, dans son article 28. La première loi qui a réglé sur cela s'a intitulé Loi Réglementaire de l'Article 28 Constitutionnel en venant après autrui sur ce thème. Mais la création d'un organisme régulateur de la concurrence ne s'est fait qu'en décembre de 1992 au profit d'une nouvelle législation nommée Loi Fédérale de Concurrence Économique publiée dans le Quotidien Officiel de la Fédération le 24 décembre 1992. Dans cette loi l'organisme recteur de la concurrence dénommé Commission Fédérale de Concurrence Économique (CFC) a été créé et est entré en fonction le 22 juin 1993. Le 28 août 1998 s'a publié dans le Quotidien Officiel de la Fédération le Règlement Intérieur de la Commission.